# Pseudowol·lastonita
La pseudowol·lastonita, bourgeoisita, ciclowol·lastonita o  ß –wol·lastonita és un mineral de la classe dels silicats. Es forma com a fase dimorfa de la wol·lastonita de manera artificial i en altes temperatures, així com en fangs volcànics fossilitzats. El seu nom prové de la seva relació amb la wol·lastonita. És un possible anàleg de manganès del mineral UM1975-18-SiO:Mn.

## Característiques
La pseudowol·lastonita és un silicat de fórmula química CaSiO₃. Aquesta fórmula només indica l'estequiometria del mineral. La formula estructural pot ser escrita com a Ca(Si3O9)0.33 o Ca3(Si3O9). L'estructura conté anells aïllats de (Si3O9)6-.
Segons la classificació de Nickel-Strunz, la pseudowol·lastonita pertany a «09.CA - Ciclosilicats, amb enllaços senzills de 3 [Si₃O9]6- (dreier-Einfachringe), sense anions complexos aïllats» juntament amb els següents minerals: bazirita, benitoïta, pabstita, calciocatapleiïta, catapleiïta, wadeïta, margarosanita, walstromita i bobtrail·lita.

## Formació i jaciments
La pseudowol·lastonita es troba en fangs volcànics fossilitzats i en ambients pirometamòrfics, així com pot formar-se artificialment. Ha estat descrita a França, Itàlia, Israel, Palestina i els EUA.